# Telimena haraeana
Telimena haraeana är en svampart som beskrevs av I. Hino & Katum. 1958. Telimena haraeana ingår i släktet Telimena och familjen Phyllachoraceae.   Inga underarter finns listade i Catalogue of Life.